# مميل (إبسيط)

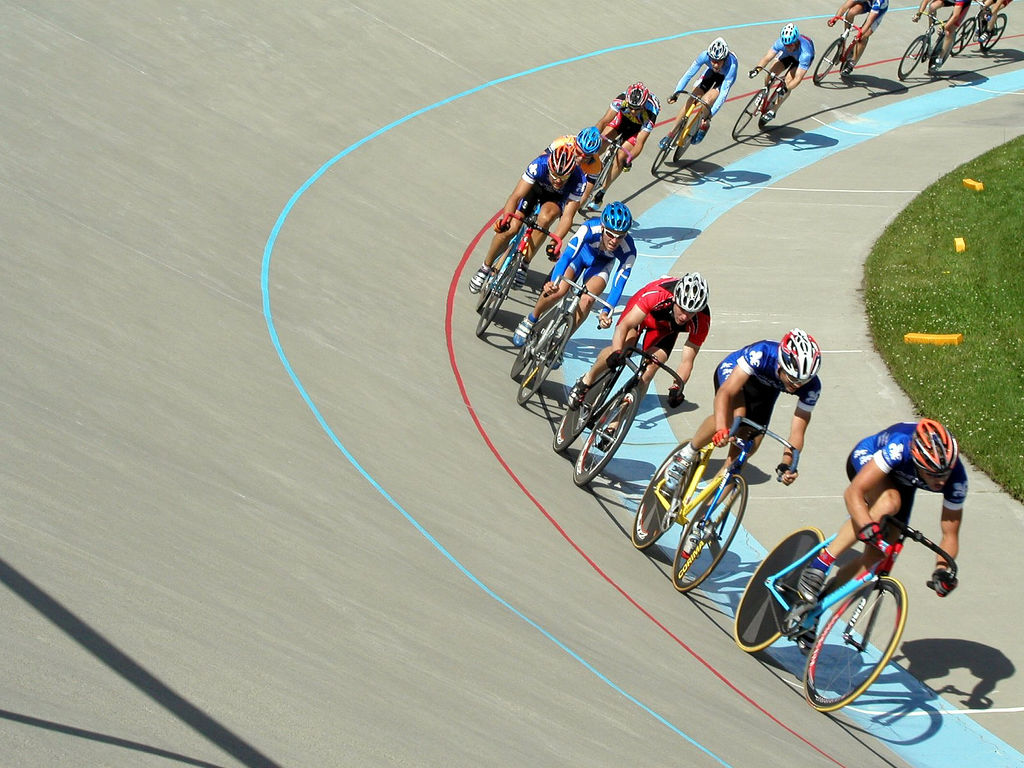
مَمِيْل في فيلودروم

مَمِيْل مسار السكك الحديدية أو حدبة الطريق (يشار إليها أيضًا باسم superelevation «التعلية الاضافية»، أو ميل عرضي أو سقوط متقاطع) هو معدل التغير في الارتفاع بين السكك أو الحواف. ويكون عادة أكبر عندما يكون خط السكة الحديدية أو الطريق منحنيًا؛ فيتم رفع السكة الخارجية أو الحافة الخارجية للطريق بحيث توفر منعطفًا بنكيًا، فيتيح للمركبة المناورة عبر المنحنى بسرعة أعلى مما يكون ممكنًا إذا كان السطح مستويًا أو معتدلاً.

## السكك الحديدية

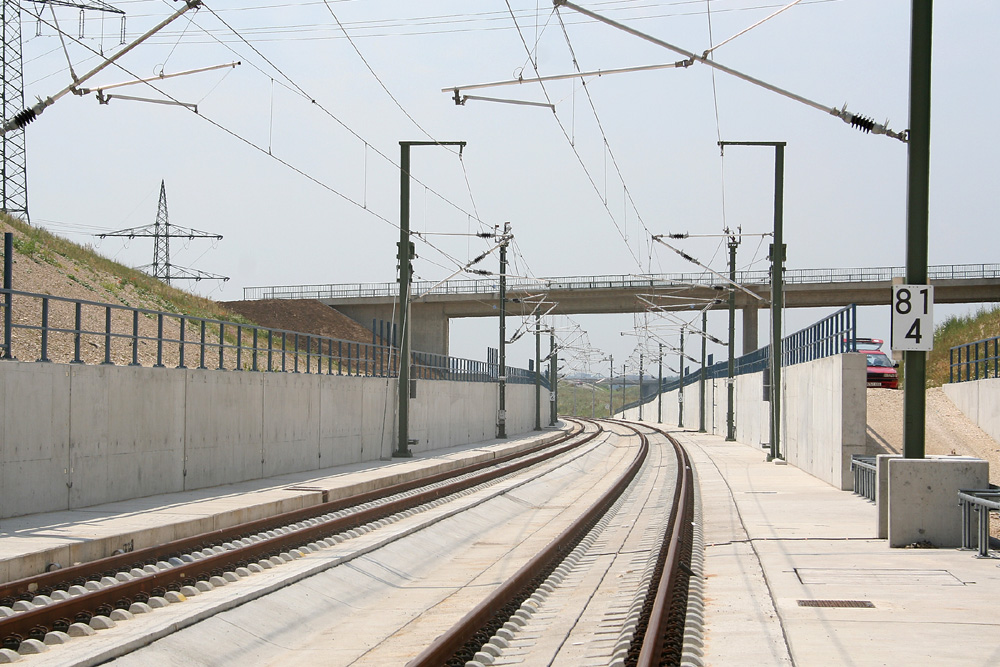
مَمِيْل في منحنى خط نورمبرغ - إنغولشتات

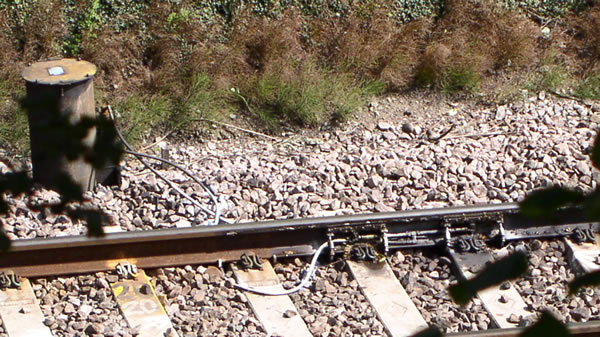
تزييت المسار على منحنى عكسي في منطقة عرضة للحركة بسبب أرضية سفلية رطبة

في السكك الحديدية، المَمِيْل يقوم يساعد القطار في التوجيه حول منحنى ذو نصف قطر أو دائري، فيحافظ على شفاه العجلة من لمس قضبان السكك، مما يقلل الاحتكاك والتآكل الناتجين.
المهام الرئيسية للمَمِيْل هي ما يلي:
- تحسين وتوزيع الحمل عبر قضبان السكك
- تقليل تآكل لقضبان والعجلات
- تحييد تأثير القوى الجانبية
- تحسين راحة الركاب

## في الطرق
في الهندسة المدنية، غالبًا ما يشار إليها باسم الميل العرضي أو الحدبة. فهي تساعد على تصريف مياه الأمطار من على سطح الطريق. على طول المقاطع المستقيمة أو المنحنية، يكون وسط الطريق عادة أعلى من الحواف. وهذا ما يسمى «التاج الطبيعي» ويساعد على تصريف مياه الأمطار إلى جانبي الطريق. أثناء أعمال الطرق التي تتضمن ممراً مؤقت، قد يكون الميل معاكسًا للحالة الطبيعية - على سبيل المثال، مع ارتفاع الحافة الخارجية - مما يؤدي إلى ميل السيارات نحو حركة المرور القادمة. في المملكة المتحدة، يشار إلى ذلك على علامات التحذير بأنها «حدبة معاكسة».
في الانحناءات أكثر شدة، تُرفع الحافة الخارجية للمنحنى (superelevated)، لمساعدة المركبات حول المنحنى. تزداد كمية التعلية الإضافية (superelevation) مع سرعة التصميم ومع حدة المنحنى.